# Ридзево (Західнопоморське воєводство)
Ридзево (пол. Rydzewo, нім. Rützow) — село в Польщі, у гміні Дравсько-Поморське Дравського повіту Західнопоморського воєводства.
Населення — 324 особи (2011).
У 1975-1998 роках село належало до Кошалінського воєводства.

## Демографія
Демографічна структура станом на 31 березня 2011 року:
|          | Загалом | Допрацездатний вік | Працездатний вік | Постпрацездатний вік |
| -------- | ------- | ------------------ | ---------------- | -------------------- |
| Чоловіки | 160     | 35                 | 105              | 20                   |
| Жінки    | 164     | 36                 | 86               | 42                   |
| Разом    | 324     | 71                 | 191              | 62                   |